# SC-MAC
Le système SC-MAC (Système Citroën de Maintien d'Assiette Constante) est un mécanisme visant à supprimer le phénomène d'affaissement des voitures à suspension hydropneumatique lors d'un arrêt prolongé.
Il est utilisé pour la première fois sur la Citroën Xantia en décembre 1993.